# Малетич, Ивана
Ивана Малетич (хорв. Ivana Maletić; 12 октября 1973, Шибеник) — хорватский экономист и политический деятель, депутат Европарламента.
Получила образование экономиста в Университете Загреба (1997). С 1997 по 2011 год она работала на различных должностях в Министерстве финансов, специализируется в области государственных финансов и европейских фондов. С 2004 года она была директором департамента, с 2005 года — помощником заместителя министра, с 2008 года — государственным секретарем в Министерстве. Она также вела академические лекции и была автором публикаций в области финансового менеджмента. Она входила в состав группы по ведению переговоров о вступление Хорватии в Европейский Союз, с 2010 года занимала должность заместителя главного переговорщика. В 2011 году она присоединилась к неправительственному сектору как генеральный директор центра развития.